# Повуа-де-Риу-де-Моиньюш
Повуа-де-Риу-де-Моиньюш (порт. Póvoa de Rio de Moinhos)  —  район (фрегезия) в Португалии,  входит в округ Каштелу-Бранку. Является составной частью муниципалитета  Каштелу-Бранку. По старому административному делению входил в провинцию Бейра-Байша. Входит в экономико-статистический  субрегион Бейра-Интериор-Сул, который входит в Центральный регион. Население составляет 685 человек на 2001 год. Занимает площадь 25,49 км².
Покровителем района считается Святой Лоренсо (порт. São Lourenço). 